# Robert Hall, Baron Roberthall

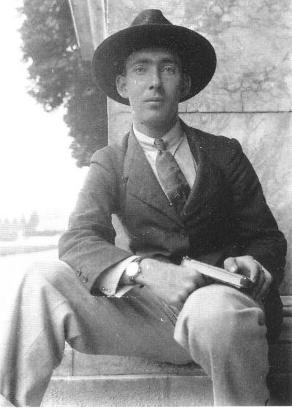
Robert Hall als Rhodes-Stipendiat in Versailles

Robert Lowe Hall, Baron Roberthall, KCMG, CB, (* 6. März 1901 in Tenterfield, New South Wales, Australien; † 17. September 1988 in Trenance) war ein australischer Ökonom, der von 1947 bis 1961 für die britische Regierung arbeitete.
Der Vater von Robert Hall war ein englischer Bergbauingenieur, seine Mutter eine Australierin erster Generation, deren Vater aus Schottland stammte. Hall wuchs in der Nähe von Texas in Queensland auf. Als die Mine, in der Halls Vater arbeitete, schließen musste, kam die Familie in finanzielle Schwierigkeiten. Nur mit einem Stipendium konnte Hall die Ipswich State High School besuchen, wo er durch überdurchschnittliche Leistungen auffiel. An der University of Queensland, wo er sich in Sport- und Theatergruppen sowie bei der Studentenzeitschrift engagierte. erlangte er einen Abschluss in Ingenieurwissenschaften und 1923 ein Rhodes-Stipendium für die University of Oxford. Dort machte er einen erstklassigen Abschluss in den Modern Greats, einem interdisziplinären Postgraduiertenstudiengang, der sich aus Philosophie, Politik und Wirtschaftswissenschaft zusammensetzt.
Anschließend wurde Hall Dozent am Trinity College in Oxford, wo er bis zu Beginn des Zweiten Weltkriegs lehrte. Während des Kriegs arbeitet Hall am Ministry of Supply in Washington und am Board of Trade. 1947 folgte er James Meade als Direktor der Wirtschaftsabteilung im Kabinettsbüro der britischen Regierung; von 1953 bis 1961 war er oberster wirtschaftlicher Berater der verschiedenen Schatzkanzler.
1954 wurde Robert Hall zum Ritter geschlagen und 1969  als Baron Roberthall of Silverspur in the State of Queensland and Commonwealth of Australia, and of Trenance, in the County of Cornwall zum Life Peer erhoben. In den 1970er und 1980er Jahren war er im House of Lords als Mitglied der  Social Democratic Party aktiv. von 1958 bis 1960 war er Präsident der Royal Economic Society. 1962 wurde er eingeladen, die Sir Robert Rede Lecture an der University of Cambridge zu halten, eine jährlich stattfindende öffentliche Vorlesung.